# Margaret Garwood
Margaret Garwood (Haddonfield (New Jersey), 1927 - Philadelphia, 3 mei 2016) was een Amerikaans componist.

## Leven
Ze studeerde piano via privélessen, maar gaf vanaf 1953 les aan de Philadelphia Musical Academy (PMA). Ze trouwde met Romeo Cascarino en begon rond 1962 ook te componeren, na orkestratie geleerd te hebben van haar man. Na The Trojan Women kreeg ze meer opdrachten en ze specialiseerde zich langzamerhand in opera’s. Ze haalde haar MD op de PMA na lessen van Miriam Gideon. In 1984 wijdde zij zich geheel aan componeren.
Naast haar opera’s heeft ze ook nog liederen, kamermuziek, een cantate en een kinderballet gecomponeerd. Ze schreef muziek in de stijl van Claude Debussy, Frederick Delius and Richard Strauss, maar haar muziek bevat ook sporen van Igor Stravinski, Alban Berg en George Crumb.

## Opera's
- (1965): The Trojan Women;
- (1973): The nightingale and the rose;
- (1983): Rappaccini’s daughter.

## Bron
- internet op zoek naar gegevens over Romeo Cascarino, citaat uit de Groove.

- CiNii: DA12055269
- Gemeinsame Normdatei: 1089219520
- International Standard Name Identifier: 0000 0000 8099 6039
- Library of Congress Control Number: n82246124
- Nationale bibliotheek van Australië: 36003061
- Nationale Bibliotheek van Israël: 987007335731205171
- Réseau des bibliothèques de Suisse occidentale: 02-A017702465
- Virtual International Authority File: 20100835
- WorldCat: E39PBJdGGPk3GjTrGj9vhVJFKd